# 2 cm Flak 30
2 cm Flak 30, förkortning av 2 cm Flugabwehrkanone 30 (direktöversatt: 2 cm luftvärnskanon 30), var en tyskutvecklad 20 mm luftvärnsautomatkanon som användes i stor skala under andra världskriget. Kanonen vidareutvecklades under slutet av 1930-talets till 2 cm Flak 38 där man höjt eldhastigheten avsevärt. 2 cm Flak 30 och 2 cm Flak 38 kom att tjänstgöra jämsides under kriget.

## Nazityskland: 2 cm Flak 30 (2 cm C/30)
2 cm FlaK 30 utvecklades av den tyska vapenfabrikören Rheinmetall utifrån den schweiziska luftvärnsautomatkanon  Solothurn ST-5 som ett projekt för tyska marinen (Kriegsmarine). I tyska flottan (Kriegsmarine) fick pjäsen beteckningen 2 cm C/30 och kom att bli tyska marinens standardpjäs för lätt luftvärn under andra världskriget.
Den nya pjäsen använde en samma patron som hade utvecklats för Solothurn ST-5, 20 × 138 mm B, vilken var en av de mest kraftfulla patronerna i sin klass för sin tid. Projektilerna vägde mellan 115 och 154 gram och kunde skjutas iväg med en hastighet av 860 till 900 meter per sekund. Pjäsens pipa var 65 kaliber lång (1300 mm) och eldhastigheten låg på ungefär 300 skott per minut. Pjäsen visade sig dock ha matningsproblem och drabbades ofta av eldavbrott.
Rheinmetall startade senare en anpassning av 2 cm C/30 för tyska armén (Das Heers bruk, vilket kom att bli 2 cm Flak 30. Den stora skillnaden mellan pjäserna var i huvudsak lavetten, som på 2 cm Flak 30 var en ganska kompakt trekantig konstruktion. Uppställning av pjäsen skedde genom att släppa kanonen till marken från dess tvåhjuliga transportkärra och nivellera lavetten med genom att höjdkorrigera tre fötter på lavettens undersida. Pjäsen lyftes upp på transportkärran genom att den användes som hävstång.

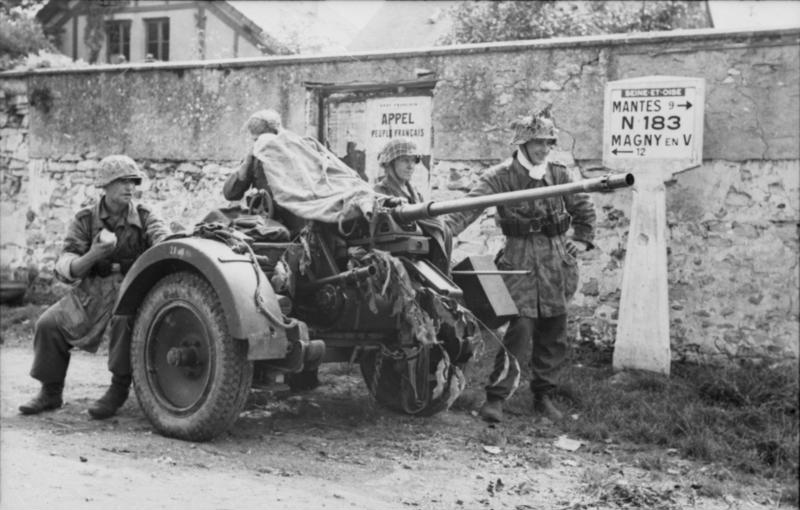
2 cm Flak 30 i rörlig luftvärnslavett.

Det största problemet med 2 cm Flak 30 förblev den relativt låga eldhastigheten, som med 300 skott per minut inte var särskilt snabbt för ett vapen av denna kaliber. Rheinmetall svarade med att utveckla en raffinerad version av vapnet som ökade eldhastigheten till 450 skott per minut och sänkte den totala vikten till 420 kg. Den nya pjäsen fick beteckningen 2 cm Flak 38 av Das Heer och 2 cm C/38 av Kriegsmarine.

## Finland: 20 ItK/30

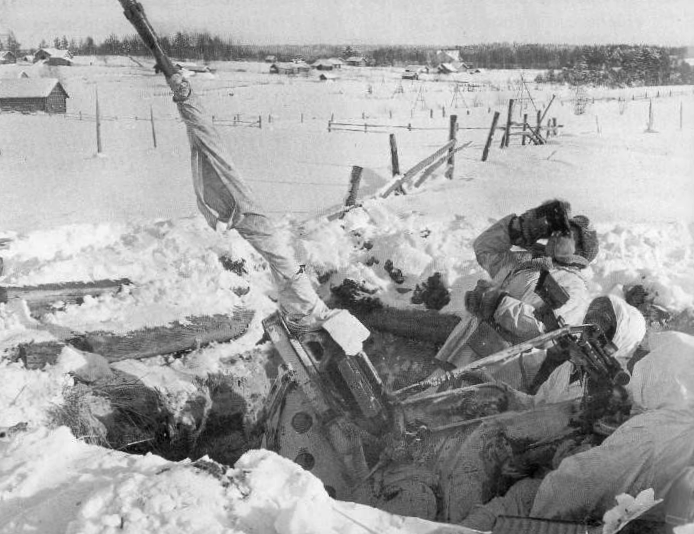
Finsk 20 ItK/30.

Finland kom att köpa in 30 stycken 2 cm Flak 30 innan vinterkriget 1939. Dessa betecknades 20 mm IlmatorjuntaKanuuna m/30, förkortat 20 ItK/30, vilket betyder 20 mm luftvärnskanon m/30 på svenska. Ytterligare 20 stycken 2 cm Flak 30 levererades under december 1939 efter vinterkriget hade dragit igång.
Under fortsättningskriget kom Finland även att anskaffa uppföljaren 2 cm Flak 38, vilken betecknades 20 mm IlmatorjuntaKanuuna m/38, förkortat 20 ItK/38. Dessa anskaffades i mycket större antal än 2 cm Flak 30 för att stärka Finlands luftförsvar.
Finland kom att bruka 20 ItK/30 och 20 ItK/38 fram tills början av 1960-talet då de magasinerades och slutligen skrotades på 1990-talet.

## Sverige: 20 mm lvakan m/39
Sverige kom att 1939 köpa in 56 stycken 2 cm Flak 30 luftvärnsautomatkanoner från Nazityskland som ett svar på Sveriges problematiska upprustning inför andra världskriget. Dessa fick beteckningen 20 mm luftvärnsautomatkanon m/39, förkortat 20 mm lvakan m/39, och köptes in med klassiska tyska trepunktsplattformslavetter med roterande säte, sedan betecknade plattformslavett m/39.
Patronen 20 × 138 mm B fick likaså beteckningen 20 mm skarp patron m/39, förkortat 20 mm sk ptr m/39, och fanns med en spårljusspränggranat och spårljuspansarprojektil (20 mm slsgr m/39, 20 mm slpprj m/39). Denna patron användes även i det schweiziska pansarvärnsgeväret Solothurn S-18/1000 som Sverige införskaffade som 20 mm pansarvärnsgevär m/39.
I tjänst var pjäsen problematisk. Pjäsen fick ofta eldavbrott på grund av bristande ammunition och lär därför ha fått öknamnet ärtbössan. Då pjäsens lavett var mycket hög tilldelades den primärt personal med hög tillväxt. Kortare personal fick bemanna den tillförlitligare pjäsen 20 mm lvakan m/40.
Vapnet kom att tjänstgöra fram tills början av 1950-talet.

### Webbkällor
- www.orbat.com: German Weapon and Ammunition Production[5]
- www.tarrif.net